# Johann Christian Rau

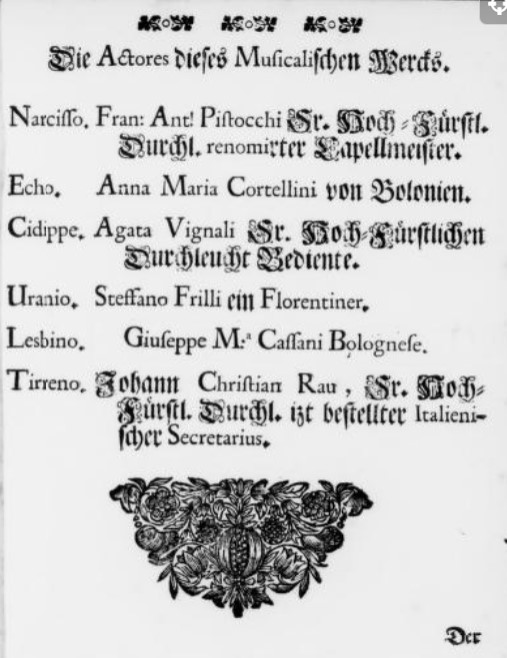
Mitwirkende der Oper Narcisso (Ansbach 1697) mit Nennung Raus als Tirenno

Johann Christian Rau  (* vor 1692; † 12. November 1721 in Ansbach) war ein deutscher Opernsänger (Bass), Kapellmeister und Komponist.

## Leben
Rau war als Bassist von 1692 bis 1696 in Bayreuth tätig. Am 14. Juni 1696 wurde er als Kammermusikus und Bassist am brandenburgischen Hof in Ansbach unter Georg Friedrich II. von Brandenburg-Ansbach angestellt. Nach dem Wortlaut seiner Bestallung hatte er sowohl bey der Hoff Capell als auch auff denen Theatris vocaliter und instrumentaliter wie nicht weniger [...] mit übersetzung der opern und informirung in Music seine unterthänigsten Dienste zu prestiren.
Seit 1698 wird er als Kapellmeister und seit 1697 als itzt bestellter Italienischer Secretarius bezeichnet. Nach Rau werden die Sängerin Paulina Christiane Pauline Kellner und der Altist Bimbler (Georg Heinrich Bümler) aufgeführt.
Am Hoftheater in Ansbach sang er u. a. 1697 den Tirenno in der Oper Narcisso von Francesco Antonio Pistocchi (deren Libretto er zuvor ins Deutsche übersetzte). 1698 sang er die Rolle des Boldo in der Oper Le Pazzie d' Amore e dell'Interesse.
Rau leitete wahrscheinlich auch die Aufführung der Opern Orion (1697), Die verschwiegene Treue (1698) und Sardanapalus (1698) von Christian Ludwig Boxberg am Ansbacher Hof.
Im Jahre 1703 wurde die Ansbacher Hofkapelle reduziert. Aus dem Reduktionslibell geht hervor, dass es Noch zwey Capellen Knaben [gibt] worauff der KapellmMeister die Ausßpeisung bekombt, nahmentlich Pißsendel und Bößwilbald (Georg Jakob Bößwillibald; später als Hofmusikus und Diskantist in Ansbach angestellt; noch 1723 als Kammermusikus nachweisbar). Rau hat wahrscheinlich Johann Georg Pisendel, der von 1703 bis 1709 in Ansbach tätig war, auch in Gesang ausgebildet. Auch erhielt Rau ab dem Zeitpunkt jährlich als Lohn nur noch 300 fl. (Gulden), während die Kellner und Bümler, der nach 1717 sein Nachfolger als Kapellmeister in Ansbach wurde, 400 Gulden erhielten.

## Werk
- Einmüthiger Glückes-Zuruff, Wiederwärtiger Götter und Göttinnen, welchen Denen beyden Durchleuchtigsten Häuptern, Herrn Herrn Christian Ernsten, Marggraffen zu Brandenburg ... und Frauen Frauen Sophien Louysen, Marggräffin zu Brandenburg ... zu unterthänigsten Ehren an Ihro HochPrinceßl. Durchleucht abermahls höchsterfreulichst-erschienenen Geburhts-Liechte, so da war der 18. Februarii 1692. in einer Music gehorsamst vorstellen wollte Joh. Christian Rau. Amelung, Bayreuth 1692.